# Amy Poehler
Amy Poehler (ur. 16 września 1971 w Burlington) – amerykańska aktorka.

## Życiorys
W 1993 roku ukończyła studia na Uniwersytecie Bostońskim. Przeprowadziła się następnie do Chicago, gdzie brała udział w kursach improwizacji.
W latach 2009‑2015 grała Leslie Knope w serialu NBC Parks and Recreation, za który zdobyła nagrodę Złoty Glob.

## Filmografia
- 1999: Boski żigolo jako Ruth
- 2004: Wredne dziewczyny jako Pani George
- 2004: Zawiść jako Natalie Vanderpark
- 2004: Na skróty do szczęścia Molly Gilchrest
- 2007: Facet od W-F'u jako Maggie Hoffman
- 2007: Ostrza chwały jako Fairchild Van Waldenberg
- 2008: Mama do wynajęcia jako Angie Ostrowiski
- 2009-2015: Parks and Recreation
- 2013: Duet na żółtych papierach jako Terri Coulter
- 2014: Doszli razem jako Molly
- 2015: Siostry jako Maura Ellis